# Wallaba
Wallaba is een geslacht van spinnen uit de familie springspinnen (Salticidae).

## Soorten
De volgende soorten zijn bij het geslacht ingedeeld:
- Wallaba albopalpis (Peckham & Peckham, 1901)
- Wallaba decora Bryant, 1943
- Wallaba metallica Mello-Leitão, 1940